# Monte San Fratello
Il Monte San Fratello, chiamato anche Monte di San Filadelfio è una montagna della catena dei Monti Nebrodi, alta 718 metri , situata nei territori dei comuni siciliani di San Fratello e Acquedolci.

## Descrizione
La montagna, chiamata dai locali "'U Munti", sovrasta il paese di Acquedolci ed è distante 1 km nord dal centro abitato di San Fratello. Il Monte di San Filadelfio, estrema propaggine settentrionale dell'Appennino siculo fa parte del territorio dell'area naturale protetta del Parco dei Nebrodi. 
La località ha importantissime testimonianze storiche e archeologiche. In cima al monte, nel territorio del Comune di San Fratello ( località Monte Vecchio) si trova un sito archeologico identificato con la città greco romana di Apollonia ed il santuario medievale dei Tre Santi Martiri Alfio, Filadelfo e Cirino. 
A nord, nel territorio del Comune Acquedolci in località  Castellaro, a 140 metri slm, si trova l'importante sito paleontologico della Grotta di San Teodoro, che deve questo nome ai Monaci basiliani.  La Grotta rappresenta una pietra miliare per la paleontologia e la preistoria della Sicilia a causa degli importantissimi ritrovamenti fossili che documentano l'evoluzione faunistica dell'isola e dei ritrovamenti paleontologici con resti di numerosissimi manufatti litici epigravettiani. Il ritrovamento, dentro la Grotta attorno al "grande sasso", di sette sepolture risalenti al Paleolitico superiore ha consentito ai ricercatori di ricostruire la vita e gli spostamenti delle prime comunità umane del Mediterraneo. 
Dal Monte si gode della veduta di San Fratello a sud, delle Rocche del Crasto a sud est e di San Marco d'Alunzio arroccato sul Monte Castro; a nord un panorama suggestivo su Acquedolci e il Mar Tirreno meridionale con le isole Eolie. A est la costa tirrenica con Sant'Agata di Militello fino a Capo d'Orlando. Ad ovest è visibile tutta la costa tirrenica siciliana fino a Palermo.

## Galleria d'immagini

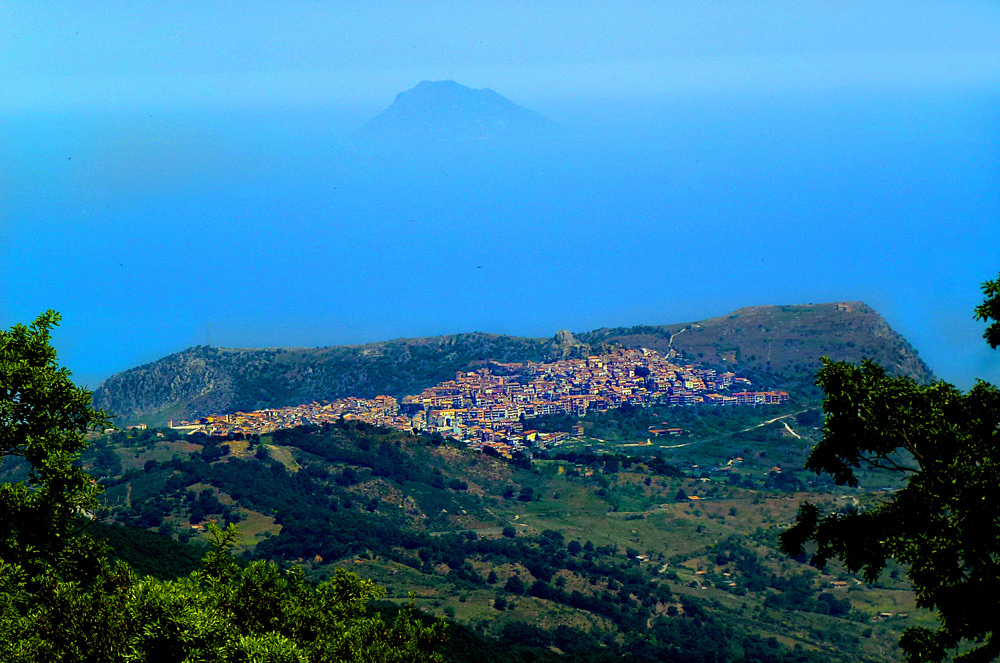
Il monte con Filicudi sullo sfondo
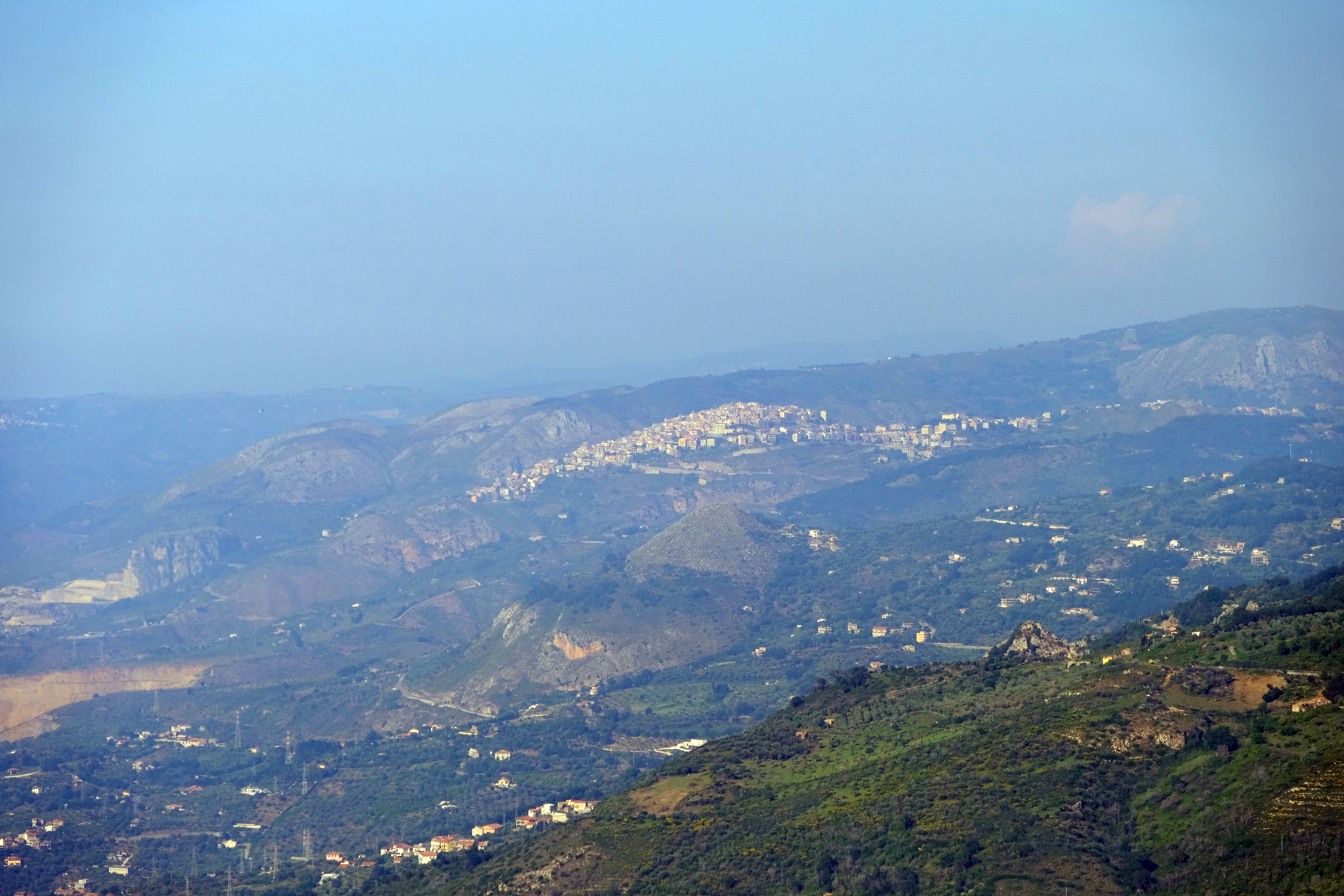
San Marco d Alunzio
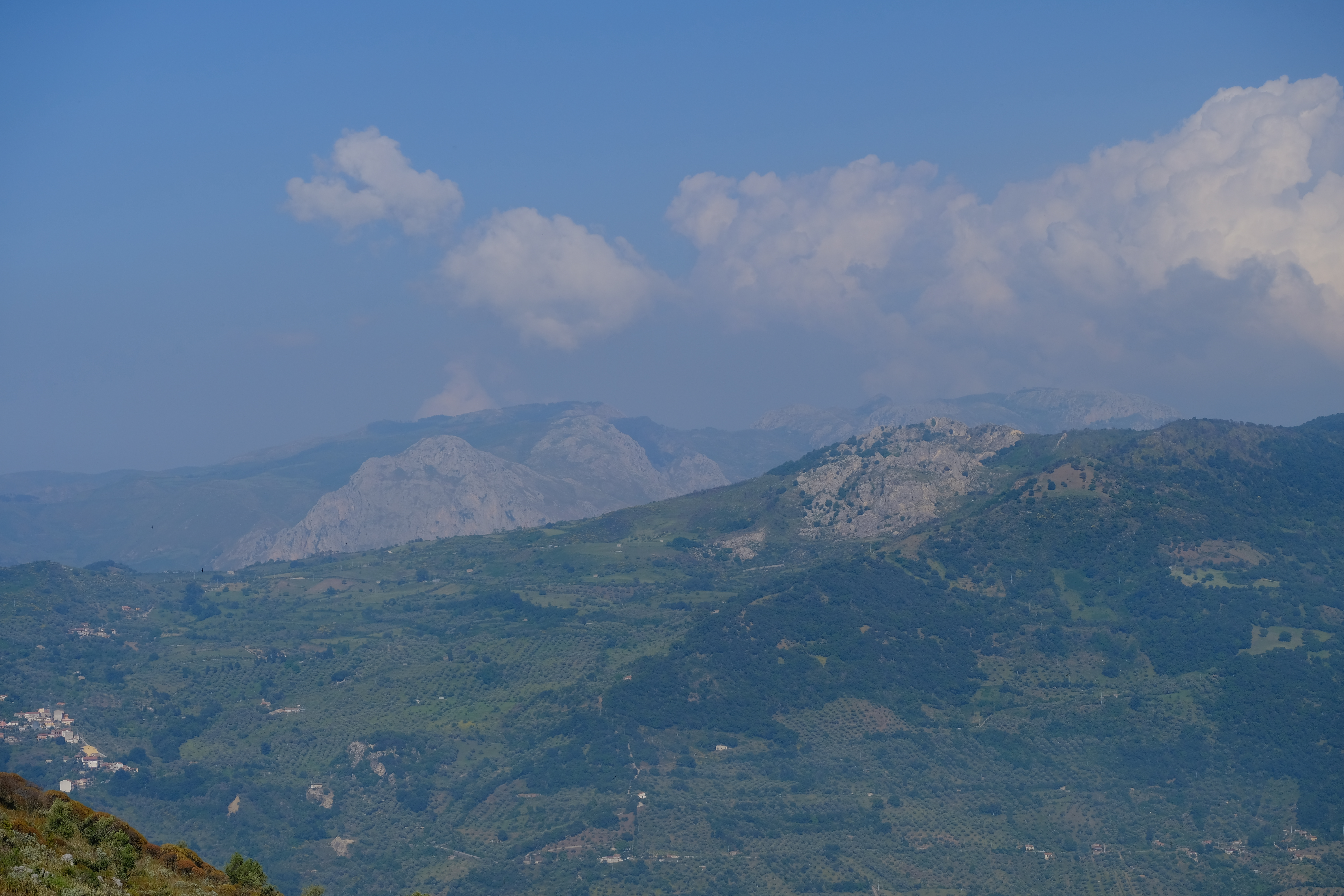
Le Rocche del Crasto
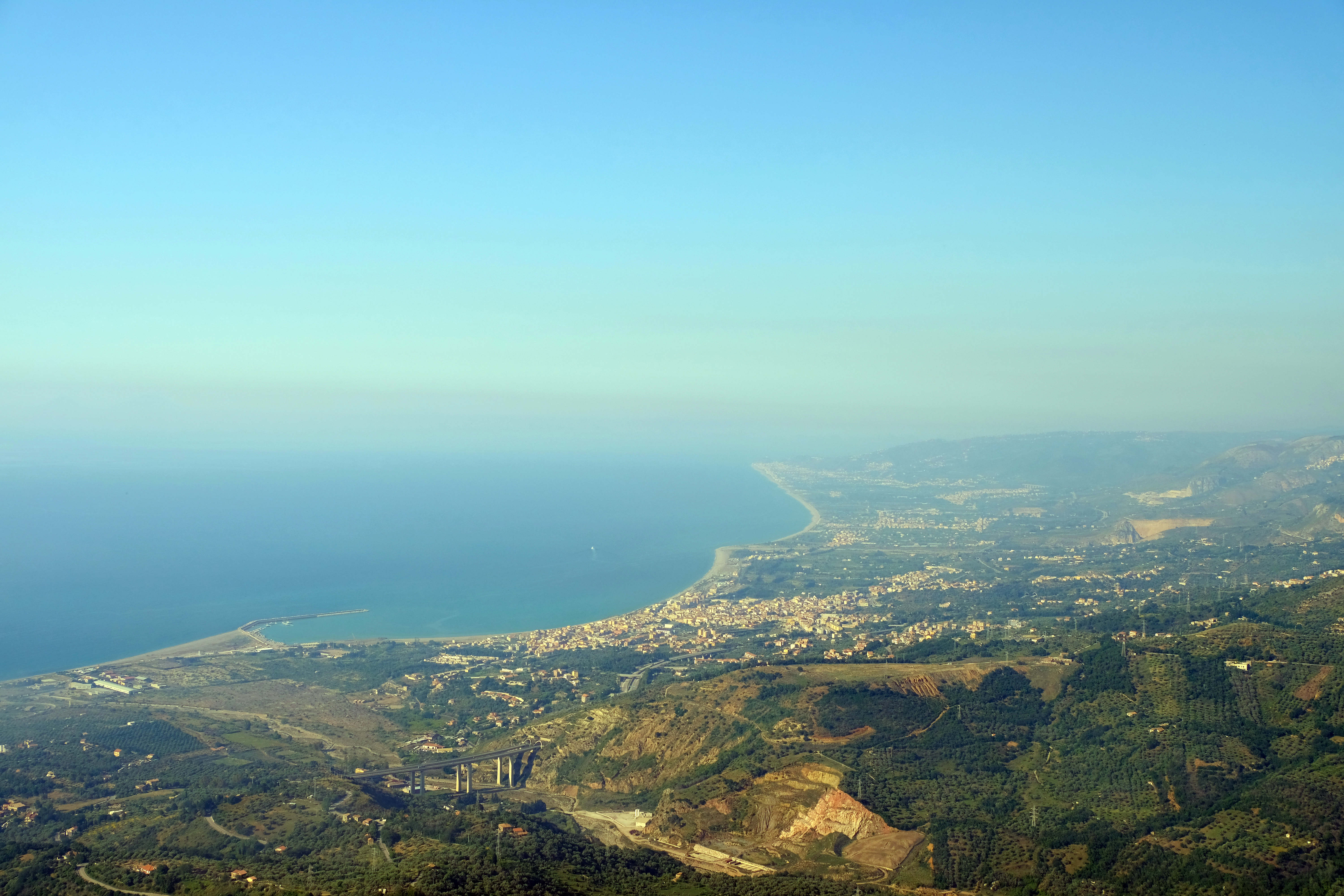
Sant'Agata di Militello